# Erika Danzinger
Erika Danzinger (* 14. November 1929 in Wien; † 24. Dezember 2024 ebenda) war eine österreichische Politikerin (ÖVP).

## Leben
Erika Danzinger wuchs im 21. Wiener Gemeindebezirk Floridsdorf auf, wo sie nach der Volksschule ein Bundesrealgymnasium absolvierte. Nach der Matura studierte sie Rechtswissenschaften an der Universität Wien und erhielt 1952 den Doktortitel der Rechte.
Nach einem Jahr Gerichtspraxis fand Danzinger 1953 Arbeit als Korrespondentin in einer Privatbank. Doch bereits 1956 begann ihre politische Karriere, als sie unter Minister Reinhard Kamitz Beamtin im Bundesministerium für Finanzen wurde. 1984 wechselte sie ins Bundesministerium für Wirtschaft und Arbeit, wo sie es unter Minister Norbert Steger bis zur Abteilungsleiterin schaffte. 1988 ging sie in Pension.
Danzingers erstes Mandat bekleidete sie ab 1973, als sie für die ÖVP Abgeordnete zum Wiener Landtag und Gemeinderat wurde. 1977 wurde sie, die Landesleiterin-Stellvertreterin der Österreichischen Frauenbewegung Wien war, zur Bezirksparteivorsitzenden der ÖVP für Floridsdorf gewählt. Nach fünf Jahren als Landtagsabgeordnete wechselte Danzinger im November 1978 in den Bundesrat. Diesem gehörte sie weitere fünf Jahre, bis November 1983 an.

## Auszeichnungen
- 1983: Großes Silbernes Ehrenzeichen für Verdienste um die Republik Österreich[2]